# Philippe Augustin Hennequin

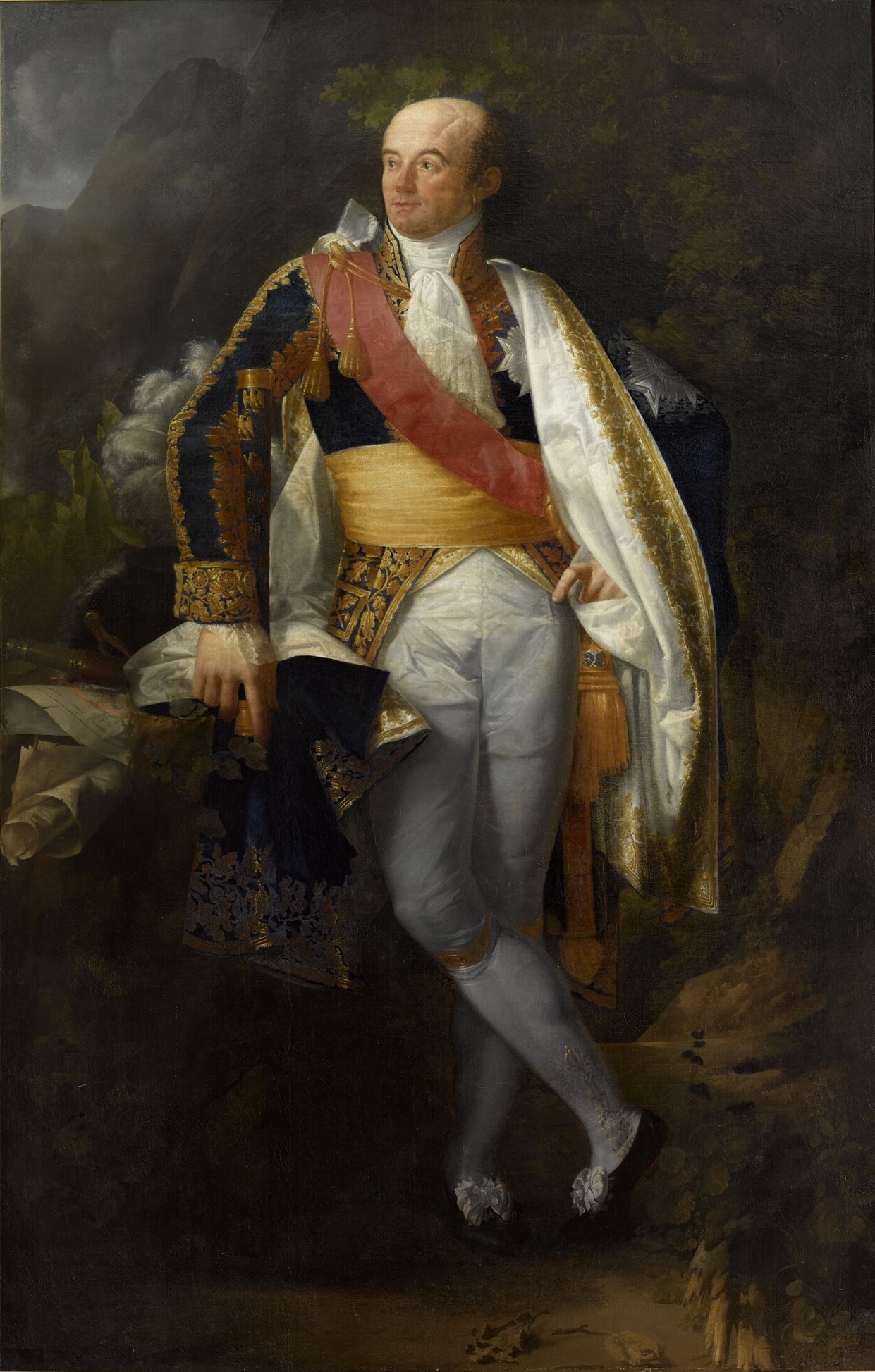
Catherine-Dominique de Pérignon, porträtiert von Philippe Augustin Hennequin

Philippe Augustin Hennequin ([ɑ̃ˈkɛ̃]) (* 10. August 1762 in Lyon; † 12. Mai 1833 in Leuze-en-Hainaut, Hennegau) war ein französischer Maler.

## Leben
Hennequin, Schüler Jacques-Louis Davids, erhielt den großen Preis der Malerei und ging hierauf für längere Zeit nach Italien, von wo er, während der französischen Revolution von der päpstlichen Regierung verfolgt, mit Mühe nach Frankreich gelangte, um jedoch in Lyon in den Kerker zu wandern, dem er nur durch einen glücklichen Zufall unmittelbar vor der Massenexekution (1794) entkam.
Dann auch in Paris verhaftet, lebte er nach seiner Befreiung nunmehr von der Kunst. Er begründete seinen Ruf durch einen von den Furien verfolgten Orest (1800, im Louvre) und sein Bild vom 10. August, den Triumph des französischen Volkes darstellend.
Später gehörte Hennequin zu den eifrigsten Verherrlichern der Siegeszüge Napoleons I. Nach dem Untergang des Kaiserreichs ließ er sich in Lüttich nieder. Hierauf malte er sein größtes Bild: die 300 Bürger von Franchemont, die bei der Verteidigung der Stadt bis auf den letzten Mann fielen. Hennequin starb am 12. Mai 1833 in Leuze bei Tournai als Direktor der dortigen Kunstschule.